# Ernest Dapples
Pour les articles homonymes, voir Dapples.
Ernest Dapples, né le 1er janvier 1836 à Rolle et mort le 23 octobre 1895 à Berne, est un ingénieur suisse connu notamment pour son projet global de lignes du chemin de fer pour le canton du Jura. 

## Biographie
Ernest Dapples est né le 1er janvier 1836 à Rolle dans le canton de Vaud. Ses parents sont Édouard Dapples et Hilda d'Aubert. Il fait ses études à Lausanne dans l'institution Gaillard. Il termine ses études en étant ingénieur.
En 1860 Erenest Dapples part travailler en Hongrie, puis il est nommé ingénieur des chemins de fer jurassien le 19 décembre 1862. En janvier 1863 il est chargé, par le gouvernement de Berne, de réaliser une étude, en s'appuyant sur les travaux du géologue Amanz Gressly, d'une desserte complète du canton du Jura par des lignes de chemin de fer. Son rapport est produit le 26 octobre 1863 et son mémoire précis sur le réseau à construire des chemins de fer jurassien est publié le 24 mars 1864. On y trouve les plans et l'organisation chronologique des chantiers pour la construction des lignes : de Bienne à Bâle via Delémont, De Delémont à Delle via Porrentruy, et Sonceboz Les Convers. L'ensemble de ce réseau est chiffré et en 1866 il renouvelle ce projet en le détaillant avec le choix d'une réalisation pour la voie normale.
il rejoint Lyon en 1869 avant de revenir en Suisse en 1871, pour s'installer de nouveau à Berne où il exerce la fonction d'ingénieur en chef du chemin de fer de Berne à Lucerne et en 1879, il est nommé inspecteur technique des chemins de fer.

## Publications
- Le matériel roulant des chemins de fer au point de vue du confort et de la sécurité des voyageurs : Moyens d'intercommunication proposés pour permettre aux voyageurs de tous les compartiments et aux conducteurs des trains de communiquer entr'eux pendant la marche, Lausanne, Société vaudoise de typographie, 1866, 31 p. (lire en ligne).